# Füllinsdorf

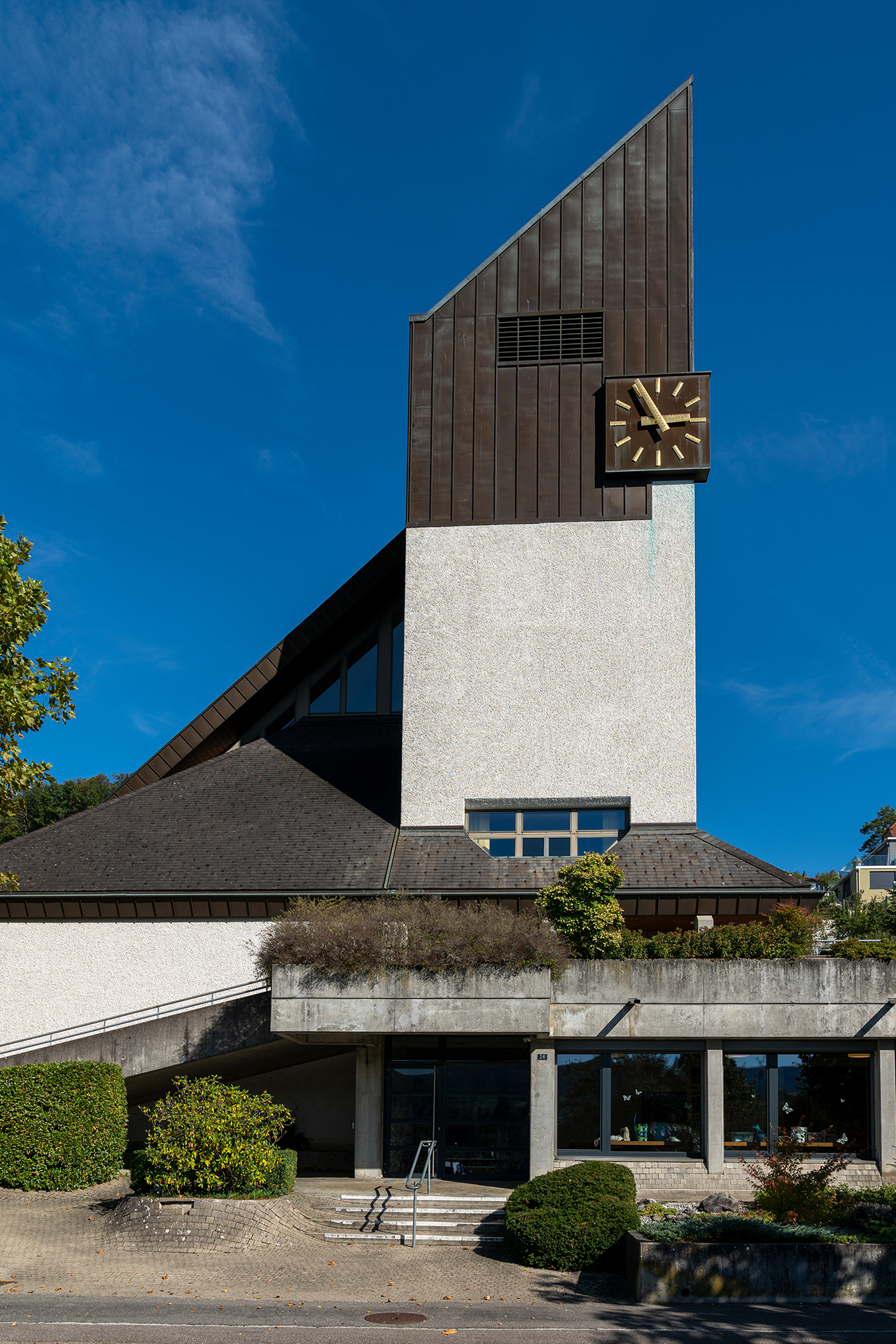
Reformerta kyrkan i Füllinsdorf.

Füllinsdorf är en ort och kommun i distriktet Liestal i kantonen Basel-Landschaft, Schweiz. Kommunen har 4 700 invånare (2023).